# SN 1996au
SN 1996au – supernowa typu Ia odkryta 15 września 1996 roku w galaktyce A031247+0045. W momencie odkrycia miała maksymalną jasność 22,50m.